# O Amor Natural (boek)
O Amor Natural (Nederlands: De liefde, natuurlijk) is een erotische gedichtencyclus uit 1992 van de Braziliaanse dichter Carlos Drummond de Andrade. De bundel voor de Nederlandstalige markt is tweetalig uitgevoerd met de oorspronkelijke Portugese tekst naast de Nederlandse vertaling van August Willemsen.
De 40-tal gedichten schreef Drummond toen hij de tachtigjarige leeftijd was gepasseerd. Pas na zijn overlijden werd deze gepubliceerd omdat hij bang was voor vervelende reacties.
Een documentaire met de titel O Amor Natural is gemaakt in 1996. Heddy Honigmann is met deze gedichtenbundel rondgetrokken en heeft mensen gevraagd hier een passage uit voor te lezen en er vervolgens commentaar op te geven. Dit bij personen uit allerlei leeftijdscategorieën en sociale klassen. Al betreft het hier erotiek, toch werd er steeds positief en niet geschokt op gereageerd.
De gedichten zijn ook al eens voorgedragen door het Handtheater in Nederlandse gebarentaal.
Zoals wel vaker bij poëzie is ook O Amor Natural een inspiratiebron voor musici.

## Gedichten
Een veel geciteerd gedicht is De vloer is bed:
De vloer is bed wanneer de liefde overmant.
Op hoogpolig tapijt of op het hardst parket,
 als liefde om naar bed te gaan niet wachten kan,
vormen wij lijf aan lijf het vochtige ballet.
Om uit te rusten van het liefdesspel gaan we naar bed.
Enkele andere gedichten zijn,
- Een vrouw die naakt loopt door het huis
- Onder de douche beminnen
- Zij kuste mijn lid
- Liefde - want dit is het ene woord